# Böseckendorf
Böseckendorf ist ein Ortsteil der Gemeinde Teistungen im Landkreis Eichsfeld an der Nordwestgrenze Thüringens zu Niedersachsen, der ehemaligen innerdeutschen Grenze. Auf älteren Karten findet sich außer der heutigen Schreibweise auch die Schreibweise Bösekendorf.

## Lage
Böseckendorf liegt ungefähr elf Kilometer nordöstlich der Kreisstadt Heilbad Heiligenstadt und fünf Kilometer südwestlich von Duderstadt im Untereichsfeld am Rande der Goldenen Mark. Verkehrsmäßig ist der Ort über die Landesstraßen 2014 und 2015 beziehungsweise Kreisstraßen 112 und 113 mit den Nachbargemeinden verbunden.
Zum Ort gehört die etwa zwei Kilometer südöstlich liegende Ortschaft Bleckenrode. Weitere Nachbarorte sind die zu Duderstadt gehörenden Ortsteile Nesselröden im Norden und Immingerode im Nordosten sowie das ebenfalls zu Teistungen gehörende Neuendorf.

## Geschichte
Erstmals urkundlich erwähnt wurde der Ort im zwischen 1212 und 1227 entstandenen Lehnsverzeichnis der Grafen von Regenstein. Die folgende Erwähnung fand 1250 in einer Schenkungsurkunde des Grafen Ulrich von Regenstein für das Kloster Beuren statt. Der Ort Böseckendorf gehörte bis zur Säkularisation 1802 zu Kurmainz. Von 1802 bis 1807 war der Ort preußisch und kam dann zum Königreich Westphalen. Ab 1815 war er Teil der preußischen Provinz Sachsen. Von 1945 bis 1949 gehörte der Ort zur Sowjetischen Besatzungszone (SBZ) und wurde ab 1949 Teil der DDR. 1961 kam es im Ort zu einer Massenflucht in die Bundesrepublik Deutschland (siehe unten).
Von 1961 bis zur friedlichen Revolution in der DDR und deutschen Wiedervereinigung wurde Böseckendorf von der Sperrung der direkt am Ort vorbeigehenden innerdeutschen Grenze beeinträchtigt.
Am 1. April 1999 wurde der Ort nach Teistungen eingemeindet.

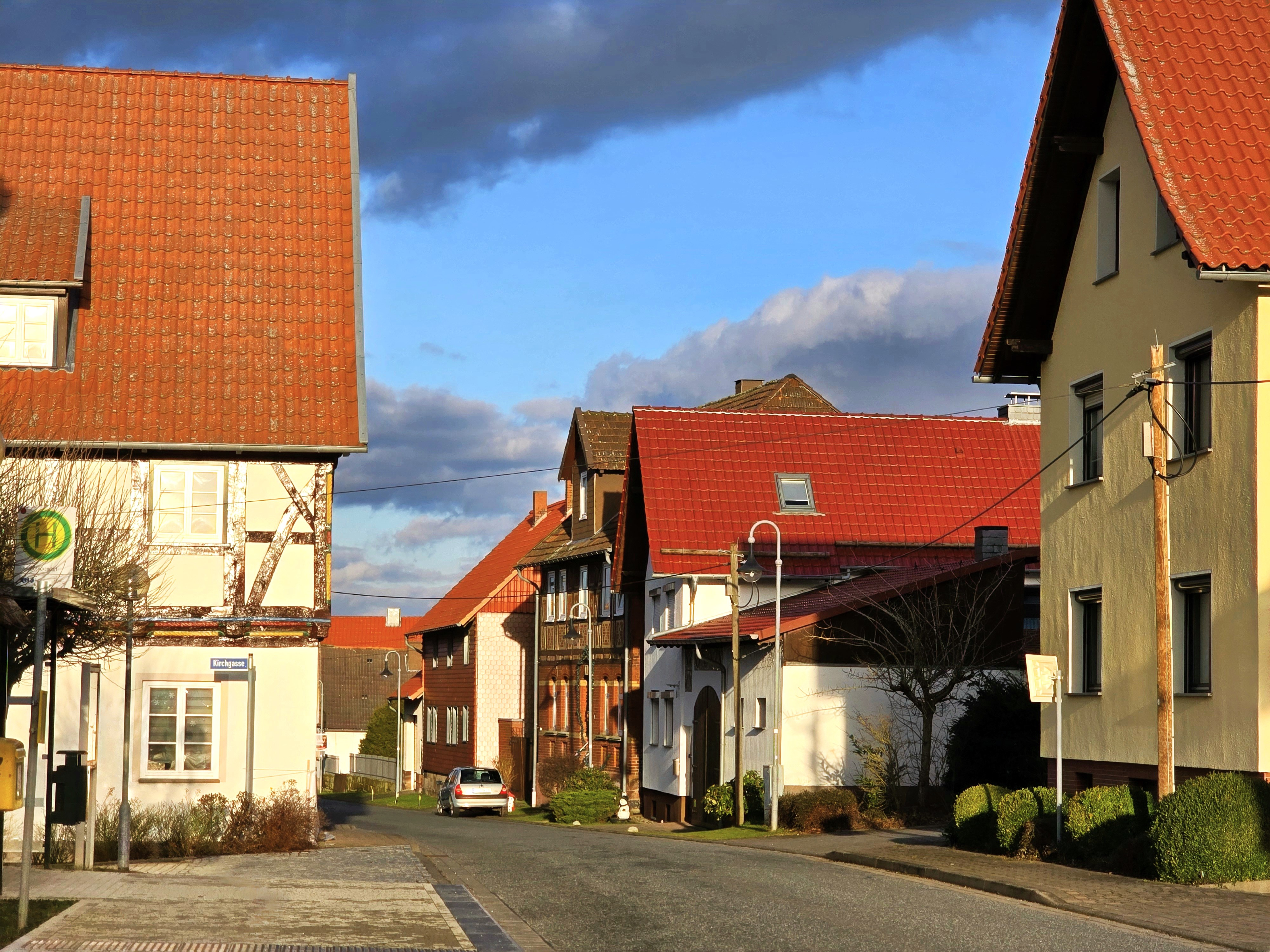
Blick in die Dorfstraße

## Massenflucht
Der Ort erlangte Bekanntheit, nachdem am Abend des 2. Oktober 1961 knapp die Hälfte der Einwohner – 16 Familien mit 53 Personen, darunter 21 Kinder – gemeinsam durch das zwischenzeitlich stellenweise verminte Sperrgebiet in Richtung Westen nach Immingerode geflohen waren. Dies war die größte gemeinschaftliche Flucht über die innerdeutsche Grenze, die es je gab. Knapp eineinhalb Jahre später, in der Nacht vom 22. auf den 23. Februar 1963, gelang 13 weiteren Personen die Flucht in die Bundesrepublik. Um ihre möglichst geschlossene Wiederansiedlung bemühte sich der katholische Lagerpfarrer des Flüchtlingslagers Friedland Wilhelm Scheperjans.
Der Flucht vorausgegangen war der systematische Ausbau der Grenze durch die DDR-Führung. Nachdem in der Nähe von Böseckendorf schon die ersten Betonpfosten aufgestellt worden waren, kursierten Gerüchte über unmittelbar bevorstehende „Zwangsevakuierungen“ „negativer Elemente“ aus dem Grenzgebiet (Aktion Kornblume).
Das Ministerium für Staatssicherheit hatte Deportationslisten zusammenstellen lassen, auf denen vor allem die Namen von Landwirten standen, die sich gegen die Eingliederung in die LPG gewehrt hatten, was für die meisten alteingesessenen Bauern im katholisch-konservativen Eichsfeld zutraf. Viele der Flüchtlinge fanden am Dorfrand von Angerstein nördlich von Göttingen eine neue Heimat. Diese Siedlung wird Neu-Böseckendorf genannt.

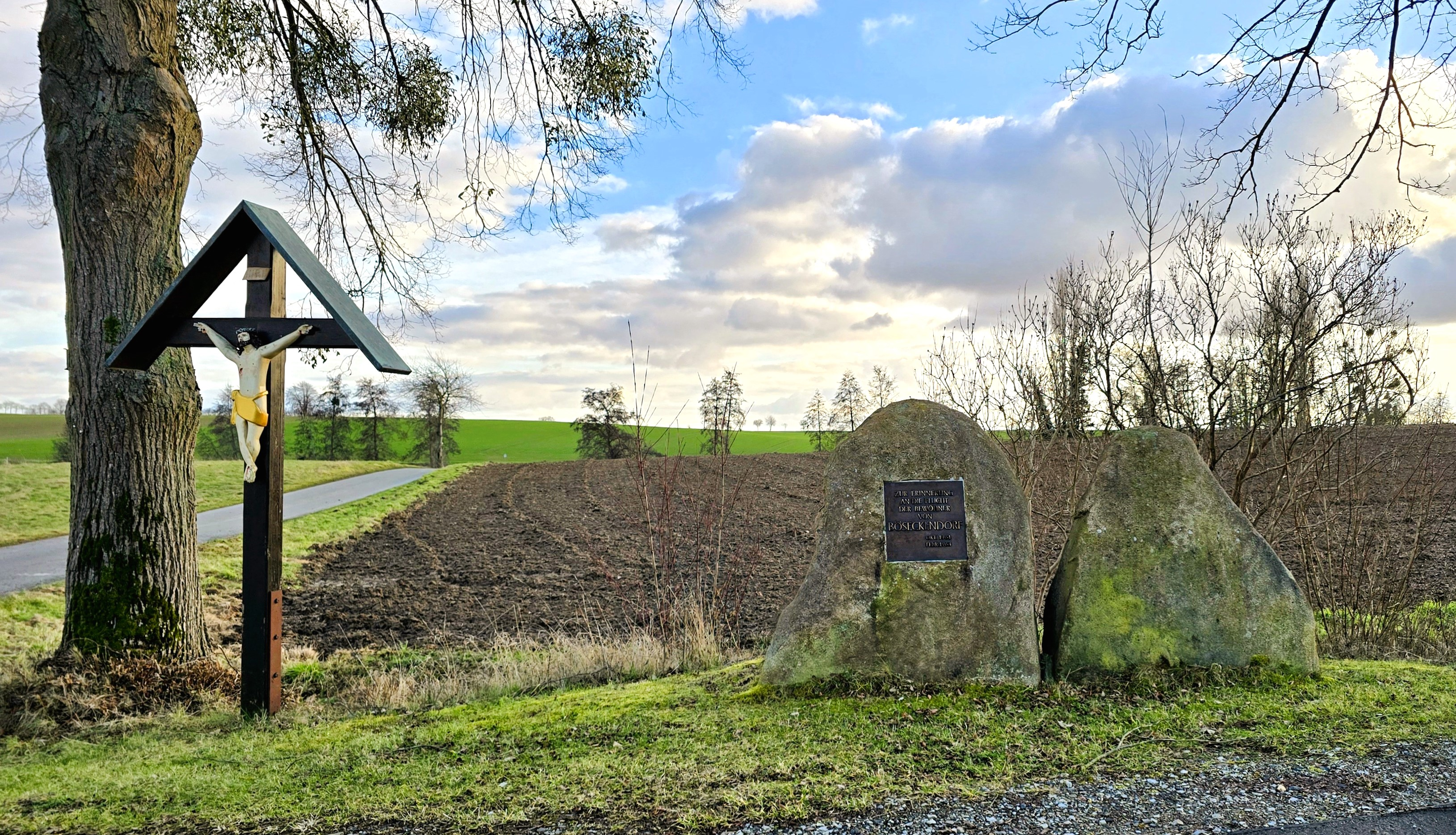
Gedenksteine mit Wegekreuz

### Gedenkstein zur Erinnerung an die Massenfluchten aus dem Grenzgebiet
Zur Erinnerung an die beiden Fluchten aus Böseckendorf errichtete man Anfang der 1990er Jahre an der Straße nach Immingerode zwei Gedenksteine (⊙). Der eine trägt die Inschrift Böseckendorf, der andere beinhaltet die Worte Zur / Erinnerung / an die Flucht / der Bewohner / des Dorfes / im Okt. 1961 / und Febr. 1963.

### Grenzlandmuseum Eichsfeld
Auch das nahegelegene Grenzlandmuseum Eichsfeld informiert ausführlich über den Hintergrund und den Ablauf der Fluchten. Neben Original-Zeitungsberichten können sich Besucher in Medienstationen Berichte von Zeitzeugen anhören.

### Filme zum Thema
- Ein ZDF-Dokumentarspiel mit dem Namen Neu-Böseckendorf behandelte 1969 die Geschichte der Flucht.[9][10]
- „Wir wollten nur noch raus!“ Ein Dorf flieht in den Westen. Dokumentation von Peter Adler und Katrin Völker; Produktion: MDR, Deutschland 2005.[11]
- Dokumentation unter dem Titel Grenzfall „Böseckendorf“ – Flucht in letzter Sekunde.[12]
- 2009 entstand der Sat.1-Fernsehfilm Böseckendorf – Die Nacht, in der ein Dorf verschwand.

## Kultur und Sehenswürdigkeiten

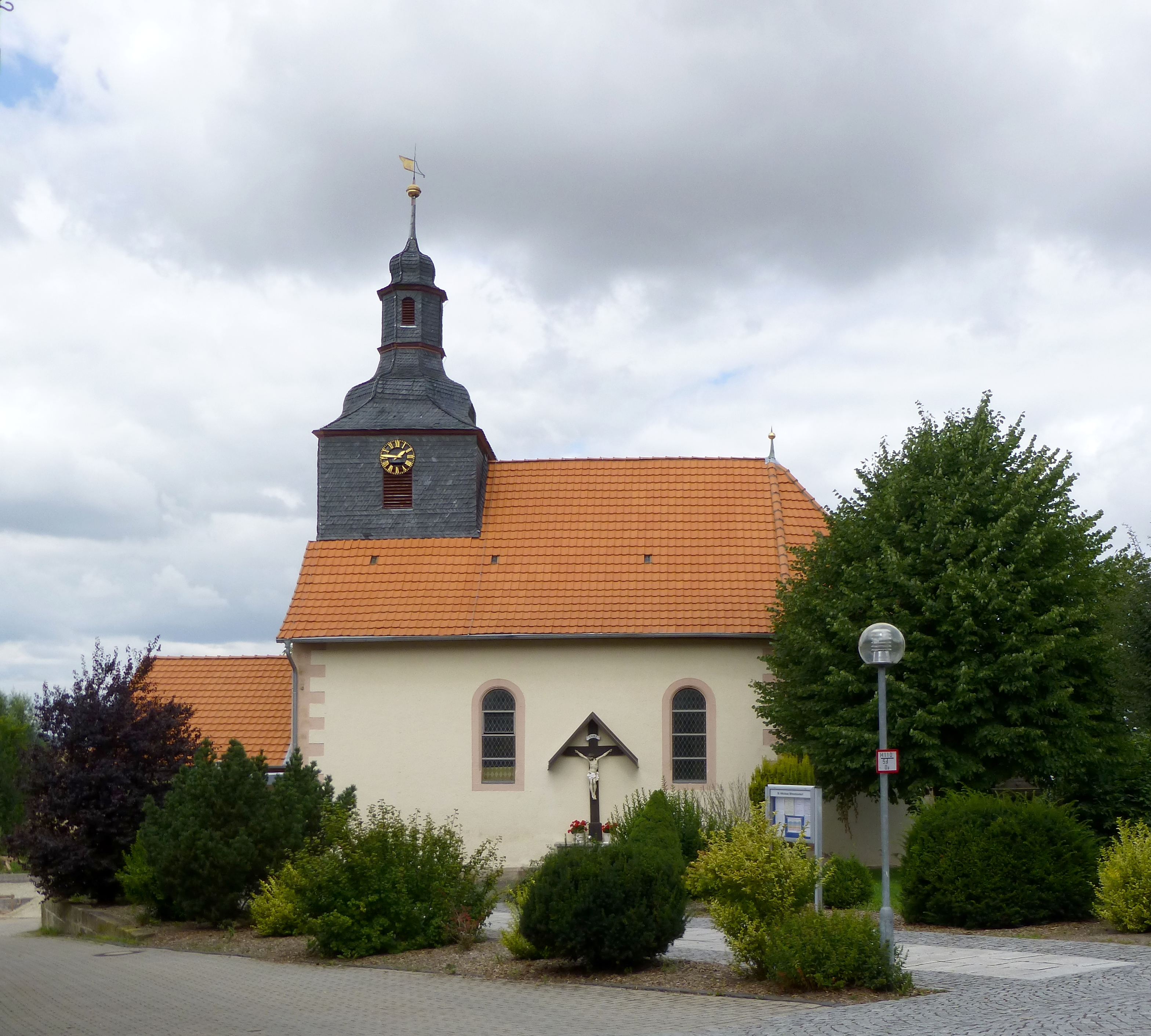
Die St.-Nikolaus-Kirche

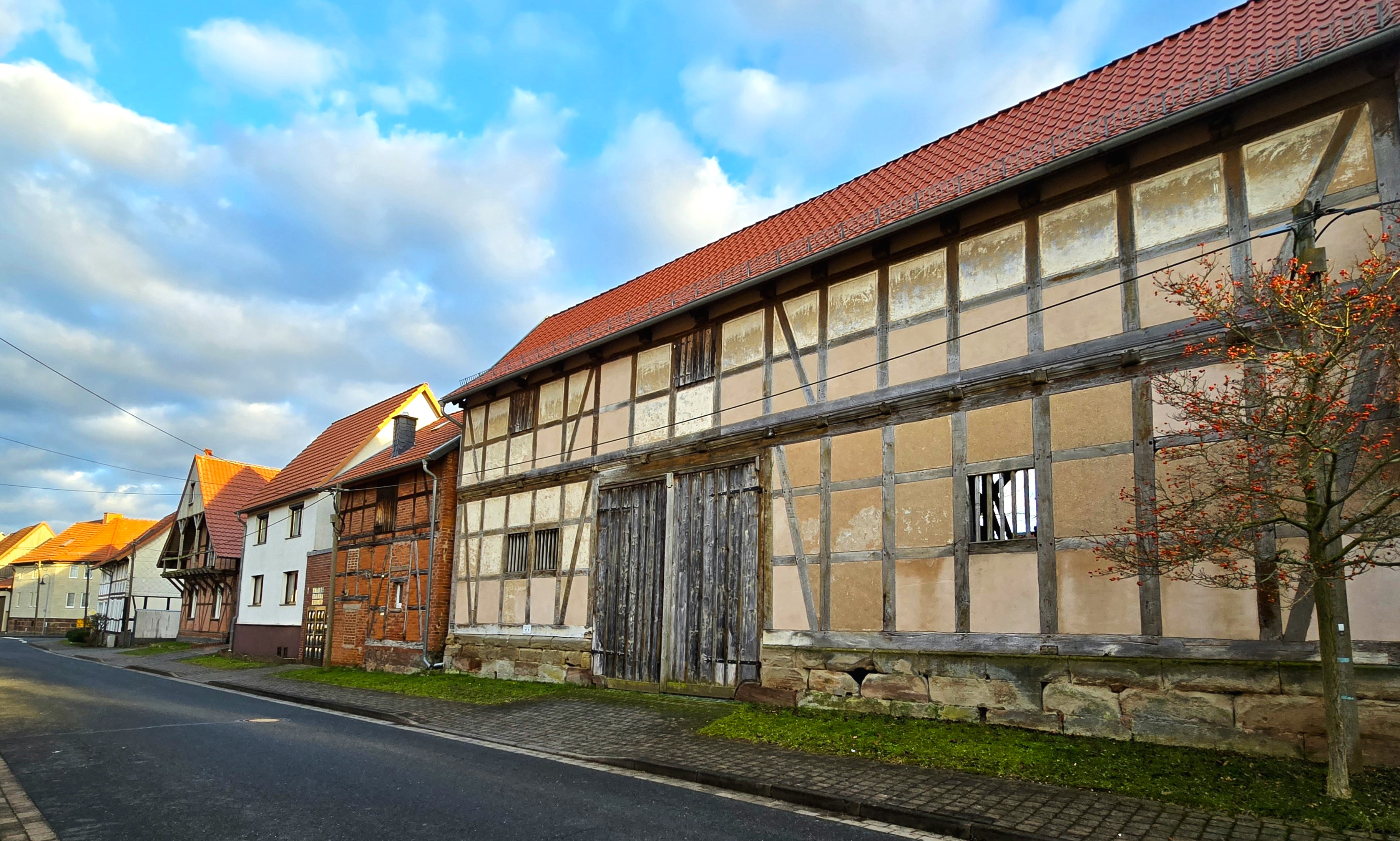
Blick auf Fachwerkhöfe in der Dorfstraße

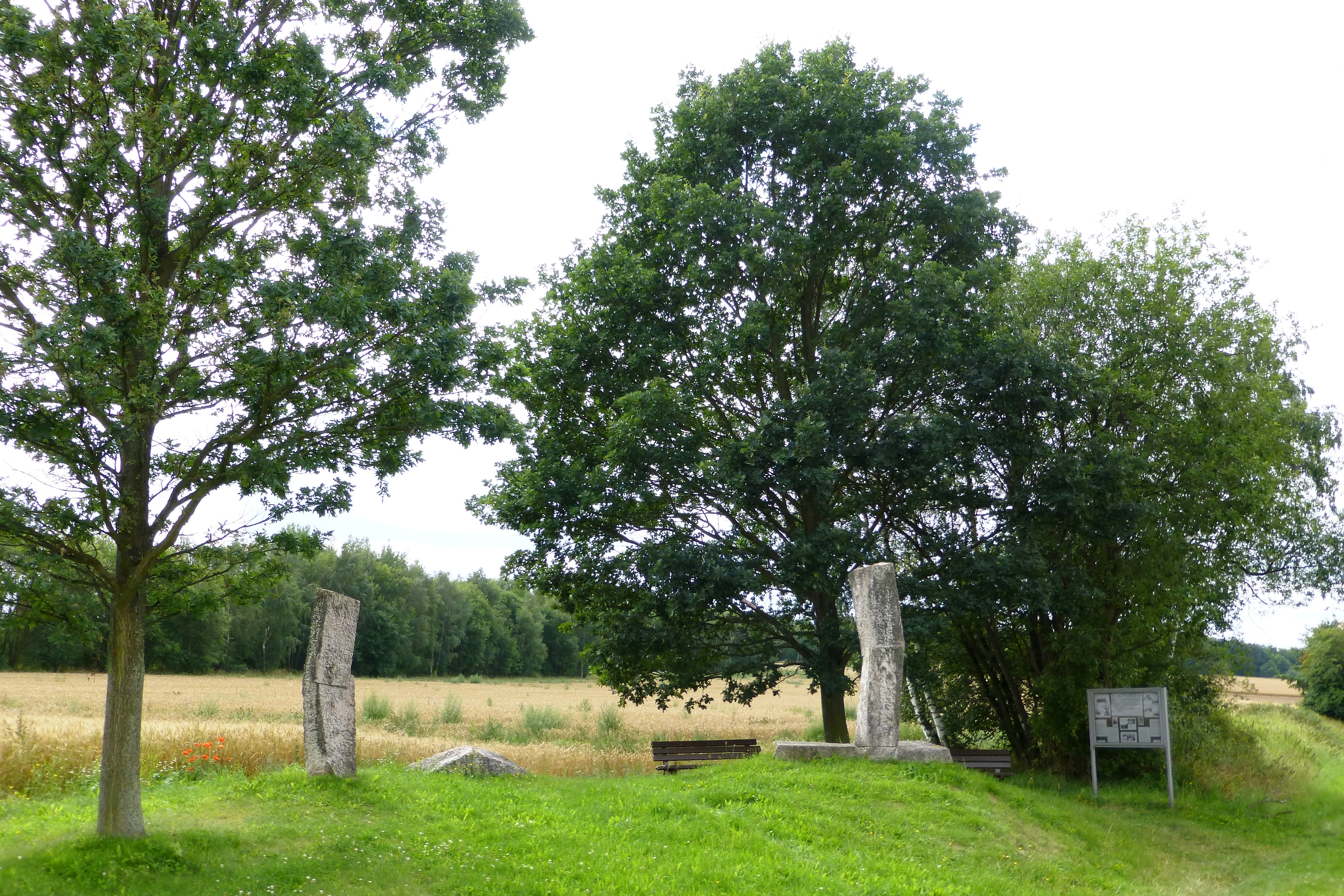
Steinskulptur von Roger Bischoff

Zu den Sehenswürdigkeiten des Ortes gehören:
- Kirche St. Nikolaus
- Mariengrotte
- Fachwerkhöfe

Der historische Ortskern wurde im Juni 2018 als Denkmalensemble in das Denkmalbuch des Freistaates Thüringen eingetragen.

### Mahnmal Deutsche Teilung
Neben den Gedenksteinen existiert in Böseckendorf noch das von dem Bildhauer Roger Bischoff geschaffene „Mahnmal Deutsche Teilung“, das am 26. Juli 1991 an der Straße zwischen Böseckendorf und Nesselröden errichtet wurde. Es handelt sich um zwei mehr als zwei Meter hohe Steine, in deren Mitte ein dritter dreieckiger Stein vergraben ist, der symbolisch die Vorurteile gegenüber den Menschen begraben darstellt. Daneben erinnert dieser Stein an den Tod vieler Menschen an der ehemaligen innerdeutschen Grenze. Die beiden geneigten Steine stellen Personen dar, die zueinander wollen, wie einst in Böseckendorf und Nesselröden und wie alle Deutschen entlang der ehemaligen Grenze – so Bischoffs eigene Interpretation seines Werkes.